# 坦納鎮區 (北達科他州基德縣)
坦納鎮區（英語：Tanner Township）是位於美國北達科他州基德縣的一個鎮區。

## 地方資料
坦納鎮區的面積為94.13平方千米，當中陸地面積為88.31平方千米，而水域面積為5.82平方千米。根據2020年美國人口普查的數據，當地共有人口20人，而人口密度為每平方千米0.21人。